# Tasorta
Tasorta (in croato Trasorka o Tresorka) è un isolotto disabitato della Croazia, che fa parte dell'arcipelago delle isole Quarnerine ed è situato lungo la costa sudorientale dell'isola di Lussino e a sudest della punta meridionale della penisola d'Istria.
Amministrativamente appartiene alla città di Lussinpiccolo, nella regione litoraneo-montana.

## Geografia
Tasorta si trova 47,5 km a sudest dell'Istria. Situato nella parte meridionale del Quarnarolo, più precisamente nel canale di Oriole (kanal Orjul) che lo separa da Oriole Grande e Oriole Piccola, dista 115 m da punta Tasorta (rt Trasorka) sull'isola di Lussino  e 850 m da capo Podmasline (rt Podmasline) su Oriole Grande.
Tasorta è un piccolo isolotto ovale che misura 320 m di lunghezza e 170 m di larghezza massima; possiede una superficie di 0,040 km² e ha uno sviluppo costiero pari a 0,771 km. Nella parte centrale, raggiunge la sua elevazione massima di 27 m s.l.m..